# Kloster Neghuz

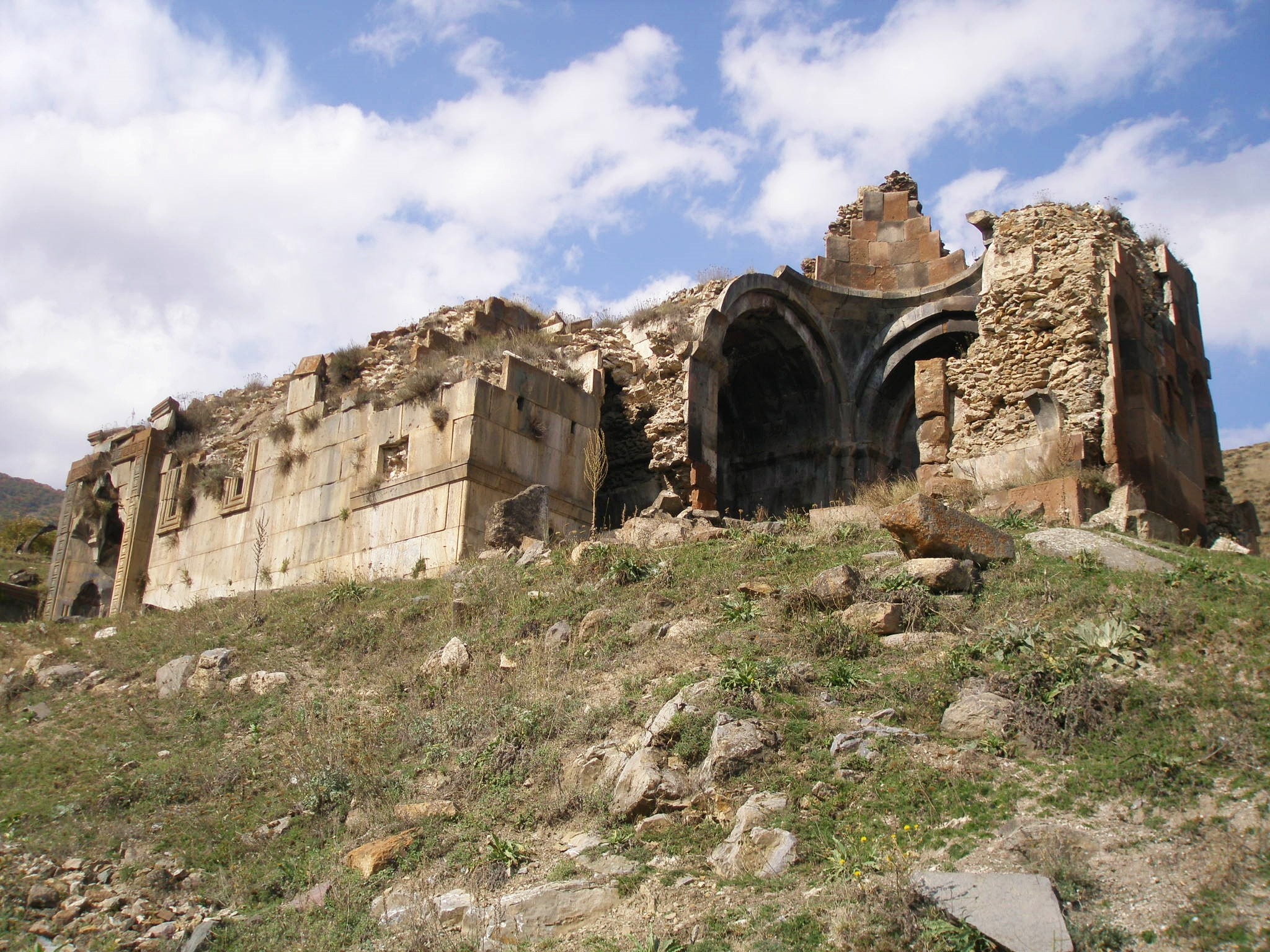
Kloster Neghuts

Das Kloster Neghuz (armenisch Նեղուցի վանք Neghuzi Wank), früher auch Gomahand genannt ist ein ehemaliges Kloster der Armenischen Apostolischen Kirche in der zentralarmenischen Provinz Kotajk. Gegründet wurde es vermutlich im 10. Jahrhundert. Heute ist das Kloster verlassen. Die Gebäude sind weitgehend zerstört und das Areal ist überwachsen.

## Lage

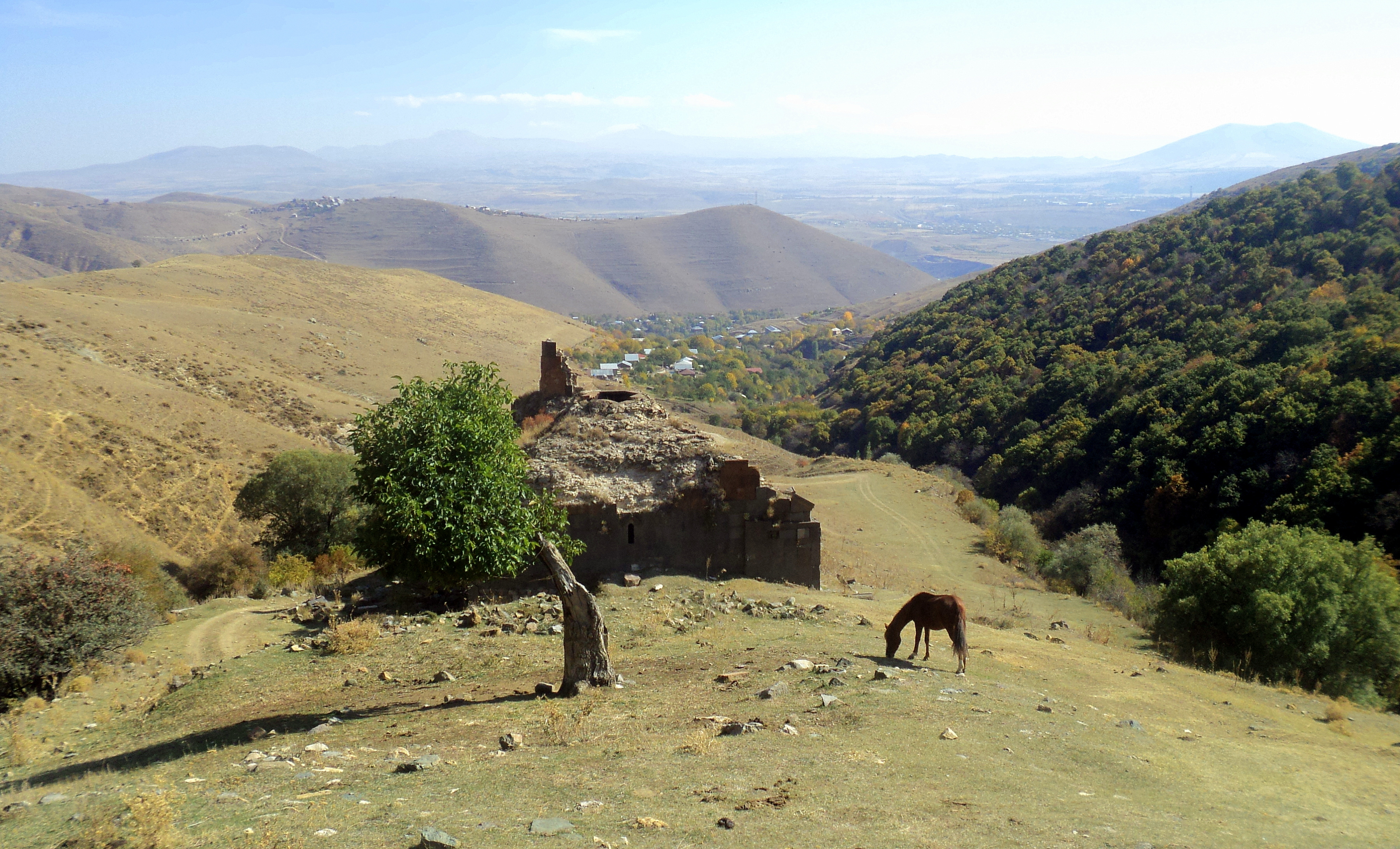
Das Kloster (im Hintergrund das Dorf Arzakan)

Das Kloster liegt auf einer Anhöhe etwa einen Kilometer nördlich des Dorfes Arsakan. Dieses wird in mittelalterlichen Quellen auch Artawasdakan genannt und ist für seine heißen Quellen bekannt.

## Baubeschreibung
Der Klosterkomplex besteht aus einer Kirche mit vorgebautem Gawit und einer separaten Kapelle. Die Hauptkirche Surb Astwazazin (armenisch Սուրբ Աստվածածին, „Heilige Muttergottes“, westarmenisch Surp Asdwadsadsin, andere Umschriften Surb Astvatsatsin, Surp Astvatsatsin, Surb Astuacacin, Surb Astwazazin) wurde im 10. Jahrhundert im Stil einer Kreuzkuppelkirche errichtet. In der Ostwand gibt es mehrere armenische Dreiecksnischen. Im 13. Jahrhundert wurde der Kirche ein Gawit vorgebaut. Er hat einen rechteckigen Grundriss. Sein Kuppeldach wird von sechs miteinander verschränkten Bögen getragen, die ihrerseits auf vier freistehenden Säulen ruhen. Der Haupteingang zum Gawit befindet sich im Süden. Es gibt noch einen weiteren Zugang. Beide sind fein herausgearbeitet.
In der Nähe des Klosters gibt es einen kleinen Friedhof. Auf dem Gelände stehen einige Chatschkare (kunstvoll behauene Gedächtnissteine mit einem Reliefkreuz in der Mitte, das von geometrischen und pflanzlichen Motiven umgeben ist). Auf dem Areal gibt es zudem einige Petroglyphen, die auf das 3. bis 2. Jahrtausend v. Chr. datiert werden.